# 산타크로체술라르노
산타크로체술라르노(이탈리아어: Santa Croce sull'Arno)는 이탈리아 토스카나주 피사도에 있는 도시이다.
이 도시에는 총 면적 17 제곱킬로미터 (7 mi2)에 걸친 400개 이상의 공장과 연구실을 보유한 가죽 산업 단지가 있다.

## 유명 인물
- 조반니 라미 - 골동품 수집가